# 73465 Buonanno
73465 Buonanno è un asteroide della fascia principale. Scoperto nel 2002, presenta un'orbita caratterizzata da un semiasse maggiore pari a 2,7484553 UA e da un'eccentricità di 0,1299007, inclinata di 13,56436° rispetto all'eclittica.
L'asteroide è dedicato all'astronomo italiano Roberto Buonanno.